# Saldula nubigena
Saldula nubigena är en insektsart som först beskrevs av George Willis Kirkaldy 1908.  Saldula nubigena ingår i släktet Saldula och familjen strandskinnbaggar. Inga underarter finns listade i Catalogue of Life.